# 小行星7776
小行星7776（英語：7776 Takeishi，临时编号1993 BF）是一颗围绕太阳公转的小行星。它的轨道位于主小行星帶的内侧。它的直径约为6千米。1993年1月20日，日本天文学家浦田武在清水町日本平天文台发现了此天体。小行星7776估计是一颗S-型小行星，它的自轉週期为8.9小时。它是以日本业余天文学家武石正憲命名的。
这颗小行星的绝对星等为40.14595等。

## 轨道和分类
小行星7776不属于任何一个小行星族，它的轨道位于主小行星帶，是主小行星帶的一颗背景小行星。它的轨道位于内小行星带，离太阳的距离为1.9到2.6天文單位，它的公转周期为3年5个月（1240日），它的半长轴为2.26天文单位。它的軌道離心率为0.16，相对黄道它的軌道傾角为9°。在它正式被发现11多年以前，安德森梅萨观测站1981年首次观察到它，这也是它的觀測弧的起点。

## 物理特征
小行星7776估计是一颗石质S-型小行星。

### 自转周期
法国天文爱好者皮埃尔·安东尼尼和洛朗·貝爾納斯科尼使用光度测定观察获得两道小行星7776的自转光變曲線。这两道光变曲线都不完整，它们得出的自转周期分别为8.65和8.90小时。两个光变曲线的光度变化都非常小，只有0.05星等。

### 直径和反照率
根据美国国家航空航天局廣域紅外線巡天探測衛星测量数据小行星7776的直径在5.99到6.165千米之间，它的表面反照率在0.29到0.353之间。共同小行星光度曲线炼则假设小行星7776的反照率与一般石小行星的一样，即0.20，根据它的絕對星等13.0他们计算出来的直径为7.46。

## 命名
小行星7776是以日本天文爱好者和小行星发现人武石正憲命名的。1975年到1993年间武石正憲是《日本天文杂志》主编。1997年12月14日小行星中心正式发表了小行星7776的命名。